# Lerista xanthura
Espèce
Lerista xanthura est une espèce de sauriens de la famille des Scincidae.

## Répartition
Cette espèce est endémique d'Australie. Elle se rencontre en Australie-Occidentale, dans le Territoire du Nord, en Nouvelle-Galles du Sud et en Australie-Méridionale.

## Publication originale
- Storr, 1976 : Revisionary notes on the Lerista (Lacertilia: Scincidae) of Western Australia. Records of the Western Australian Museum, vol. 4, no 3, p. 241-256 (texte intégral).